# Список персонажей телесериала «Морская полиция: Лос-Анджелес»
Морская полиция: Лос-Анджелес (NCIS: Los Angeles) — американский телесериал сочетающий в себе элементы военной драмы и детектива, премьера которого состоялась на CBS 22 сентября 2009 года.

## Главные персонажи

### Джи Каллен (G Callen)
Джи Каллен (Крис О’Доннелл) является специальным агентом Морской полиции, отвечает за проведение специальных операций в Лос-Анджелесе, подчиняется непосредственно директору-распорядителю Хетти Ленг. Он впервые появляется в экспериментальной серии «Легенда» в телесериале NCIS (6х22).
Каллен служил со своим другом Лероем Джетро Гиббсом, который теперь работает в Штабе NCIS, расположенном в Вашингтонской военной верфи.
В дополнение к английскому языку Каллен бегло говорит по крайней мере на шести других языках: испанский, польский, русский, немецкий язык (с английским акцентом, который, как утверждает, является австрийским), итальянский язык (с Северным акцентом), и французский язык. Каллен также утверждает, что говорит на чешском и румынском языках.
В поддельном свидетельстве о его смерти, которое Хетти показала Алексе Комеску стоит дата его рождения 11 марта 1970 года.
В 2 сезоне, 13 серии «Архангел», Каллен утверждает, что впервые он выстрелил в возрасте 20 лет.
У Каллена было тяжелое прошлое. Он сирота, все зовут его Джи, не потому что ему не нравится его имя, но потому что оно неизвестно даже ему самому, он знает только первую букву Джи (G.).
В эпизоде «Ответный удар»(1х7), выясняется, что он жил в 37 приемных семьях, начиная с пятилетнего возраста. Иногда он переезжал через несколько дней, когда ему было четырнадцать лет он жил в русской семье в течение трёх месяцев, это самый длинный срок его проживания в приёмной семье. В этой семье была девочка по имени Алина Ростова, которую он называл «маленькая сестра». Она была тайно отправлена присматривать за Джи и помешать русским бандитам убить его. Каллен свободно владеет русским из-за его прежних отношений с семьей Ростовых. В финале второго сезона выясняется, что часть своего детства Каллен провел на побережье Чёрного моря в Румынии.
На протяжении первого сезона, Каллен является бездомным и временно живёт у коллег, а иногда ночует в офисе Морской полиции.
В 2 сезоне, Хетти заставляет Каллена приобрести дом, где он жил, как приемный ребёнок с Алиной Ростовой.
В финальном эпизоде первого сезона «Каллен Джи.», Каллен разыскивает женщину по имени Эми Тейлор (ранее Эми Каллен), которая утверждает, что она его старшая сестра, но потом признается, что её настоящее имя Ханна Лоусон, и что она дружила с реальной Эми Каллен, когда они жили вместе в детском доме. Эми утонула в возрасте 11 лет, когда они пробрались ночью к реке, чтобы поиграть. Когда Ханна вернулась, то легла на постель Эми, и все думали что она Эми. Когда через месяц было найдено тело Эми, её похоронили под именем Ханна. Каллен приходит, чтобы посетить могилу своей сестры и видит свежие цветы и записку: «Дорогой дочери, которая всегда в моем сердце». Также в этой серии Нейт обнаруживает, что список всех детских домов и приёмных семей Каллена был написан одним человеком в течение многих лет разными ручками и карандашами, указывая на то, что кто-то следил за Калленом все это время. В том же списке есть приюты и детские дома, где жила Эми до своей смерти, указывая на то, что этот человек знает о том, что утонула Эма, а не Ханна. В 4 серии 3 сезона Каллен обнаруживает, что список был написан Хетти.
До прихода в морскую полицию Каллен был агентом ЦРУ США. В то время он был напарником Трейси Розетти, они работали под прикрытием как муж и жена, использовали фамилию Келлер. Трейси из тех людей, для которых задание выше напарника. После миссии, в которой она оставила Каллена в опасности, они расходятся. В итоге Трейси получила опеку над их собакой по кличке Бадди.
Первые два сезона вращаются в основном вокруг Каллена, который пытается узнать о своем прошлом. Он видит какого-то человека рядом с могилой его сестры, и как оказывается работает на людей, которые, знают больше о его прошлом, чем он. Когда Хетти уходит в отставку и улетает в Прагу (2х24), Каллен узнает от директора Венса, что Хетти начала своё собственное расследование «Операция Комеску». Каллен и команда уходят в отставку, чтобы найти и спасти Хетти.
Прибывая в Прагу, команда обнаруживает, что Хетти была взята в плен семьей Комеску, у которой многолетняя борьба с семьей Каллен. Хетти пытаясь защитить Каллена, говорит главе семьи Алексе Комеску, что Джи мертв и показывает поддельное свидетельство о смерти.
В 1 серии 3 сезона «Ленг, Х.», выясняется, что дед Каллена был агентом УСС, расположенных в Румынии, он убил нескольких членов семьи Комеску, жестокого румынского криминального семейства. В ответ Комеску убивают его. Остальная часть семьи Каллен сбежала в Америку. Семья Комеску не забыла свои обиды и начала искать Калленов, из которых Джи последний. Несмотря на заявления Алексы о том, что она знает о нём все, включая то, что означает буква G в его имени, Каллен не делает ничего, чтобы защитить её, когда агент Хантер убивает её.
Вернувшись в Лос-Анджелес Хантер заменяет Хетти во время её выздоровления после ранения. Каллен не доверяет ей и хочет знать больше о своем прошлом. Хетти возвращается, когда Хантер уходит на другое секретное задание в Европе, и предлагает Каллену рассказать всё, что она знает о нём и о его семье. Его дед, Джордж Каллен, в 1944 году десантировался в Румынию, чтобы помочь королю Михаю в борьбе с фашистами. После войны он отслеживал военных преступников, включая семью Комеску. В 1948 году он женился. Когда его убили, его жена с ребёнком сбежали в Америку. Имя матери Джи — Клара. Клара была завербована ЦРУ и вернулась в Румынию в качестве студентки. Хетти была её куратором. Больше года все было нормально. Но вскоре Клара исчезла и о ней ничего не знали в течение шести лет, потом она появляется с двумя детьми, отчаянно пытаясь выбраться из Румынии. Она вышла на связь с Хетти, и они договорились встретиться на пляже. Но Хетти велели прервать операцию. Одно из самых ярких воспоминаний Джи о его детстве, это оловянный солдатик, которого ему кто-то подарил на пляже. Он понимает, что пляж находится не в Калифорнии, как он всегда считал, а на Черноморском побережье, и, что игрушка была дана ему, чтобы отвлечь его, когда убийца застрелил его мать. Хетти говорит, что она не знает, как он и его сестра приехала в США, и что она понятия не имеет, кто его отец. Хетти забрала его из приюта и поместила в приемную семью. На протяжении многих лет она следила за ним и вела список всех детских домов и семей, где был Каллен.
В эпизоде «Партнеры» (3х14)выясняется, что Сэм и Каллен были напарниками 5 лет.
Он часто ест бананы, чтобы успокоить себя.
В финале 3 сезона на Каллена начал охоту человек, которого называют «Хамелеон». После того как Хамелеон убил агентов Ренко и Хантер, Каллен застрелил его во время передачи заложника, в последней серии сезона. Его арестовывает полиция, и он попадает в тюрьму. Оттуда его вытаскивает Гренджер. Каллен выходит на свободу, и, чтобы защитить Хетти, которую преследуют иракские агенты, выдает им имя американского шпиона, прибавив к убийству ещё и предательство страны. В первой серии 4 сезона выясняется, что это все было частью плана, для защиты американского шпиона. В конце этой серии Каллена восстанавливают в качестве агента.
В 7 сезоне, Каллен встречает отца в России, который раскрывает ему его настоящее имя — Гриша (скорее всего Григорий) Александрович Николаев.

### Сэм Ханна (Sam Hanna)
Сэм Ханна (LL Cool J), бывший морской котик (ушёл в отставку в звании старшины) и спецназовец, является старшим агентом Морской полиции. Появляется в серии «Легенда» телесериала NCIS (6х22)
Он лучший друг Джи Каллена. Сэм говорит и читает на арабском языке, часто помогает команде с переводом и обладает энциклопедическими знаниями Корана, хотя не понятно, какой именно религии он придерживается. Сэм очень требователен к себе и ждет. что другие будут выкладываться по полной. Он по-прежнему живёт по кодексу ВМС, а также имеет сильное чувство чести.
Как показано в эпизоде «Нарушение» (1х11), это побудило его привезти суданского сироту по имени Мо Дюса в США, после того, как убил отца Мо во время миссии в Чаде почти десять лет назад. Сэм называет Мо братом. После того, как Мо присоединяется к группировке исламских бойцов, он попадает в тюрьму. Сэм под прикрытием проникает туда, чтобы быть рядом с Мо и защитить его. Когда Мо погибает от рук террориста, Сэму было очень трудно справится с этим.
В то время как Каллен является одиночкой по своей природе, вследствие обстоятельств его детства, Сэм является непревзойденным в команде, из-за опыта накопленного в годы работы в SEAL.
В детстве Сэм мечтал стать морским котиком, но до службы в Военно-морском флоте не умел плавать.
Сам иногда эмоционально зависим от ситуаций, как в случае с Мо или когда он дал обещание командующему Военно-морского флота спасти его похищенную дочь («Маленькие ангелы» 2х5), несмотря на то, что данное дело вело ФБР, или его защита команды Морских котиков, когда они убили предателя (3х7).
У Сэма не менее двух детей, в том числе одна дочь. Когда она начала ездить на школьном автобусе, он в течение месяца ездил за ней. Каллен знал об их существовании, а Кенси и Дикс были удивленны узнав об этом.
В 2 сезоне 5 серии «Маленькие ангелы», Сэм говорит, что он был когда-то похоронен заживо сербскими солдатами, когда морским котикам была поставлена задача найти доказательства этнических чисток и массовых захоронений на территории бывшей Югославии.
В «Special Delivery», Сэм говорит, что играл в футбол в средней школе.
В финале второго сезона, Сэм уходит из NCIS вместе с Калленом и Кенси для того, чтобы найти Хетти в Праге.
В эпизоде «Партнеры» говорится, что Сэм и Каллен были напарниками 5 лет.
Он знаком со Стивом МакГаретом из Гавайи 5.0, можно предположить, что они были частью одной команды SEAL во время службы в Коронадо.
В 3 сезоне в серии «Предательство» выясняется, что он на самом деле живёт с женой и дочкой. В 6 эпизоде 4 сезона выясняется, что его жену зовут Мишель. Она и Сэм работали вместе, а потом поженились, и Мишель также работает под прикрытием. В преступном мире её знают, как наемную убийцу Квинн.

### Кенси Блай (Kensi Blye)
Кенси Мари Блай (Даниэла Руа), Младший специальный агент Морской полиции. Появляется в серии «Легенда» телесериала NCIS (6х22).
Кенси родилась в семье морского пехотинца и все ещё ездит по выходным военную базу Кэмп-Пендлтон из-за любви к морю. Она бегло говорит на португальском и испанском языках, может читать по губам и знает Азбуку Морзе.
Отец научил её «как выжить почти везде», отслеживать, стрелять, чинить двигатель, играть в покер, тянуть провода, всему, чему научил бы сына. В той же сцене она говорит, что у её «отца не было сына, только я», подразумевая, что она — единственный ребёнок. Они с отцом были близки, лучшие друзья (2х3). Её отец был убит. Его тело было настолько неузнаваемо, что его идентифицировли по зубам. Это дело было нераскрытым в течение многих лет. Для того, чтобы узнать подробности о смерти отца и найти его убийцу, Кенси становится агентом морской полиции, но в эпизоде, «Блай, часть 2», убийца был найден, и Кенси может спокойно двигаться дальше.
В серии «Самый легкий день» (1х6), Кенси говорит что, когда она была новичком, ей приходилось лазить по вентиляции и погребам, потому что она была самой маленькой, и также при необходимости носить бикини на задании. Она очень талантлива в шпионской работе и под прикрытием, даже Каллен и Сэм назвали её «прирожденный оперативник». Джи часто называет её Кенс.
Она собирает резиновые браслеты и, как известно, у неё их по крайней мере семьдесят два.
В 2 сезоне эпизод «Расстройство», выясняется, что она была помолвлена с морским пехотинцем по имени Джек, но их отношения распались после его возвращения из Ирака. Джек страдал от посттравматического стрессового расстройства. В один день он исчез, и она не знает где он.
В сериале её первым напарником был агент Доминик Вэйл. Она была особенно расстроена, когда Дом пропал без вести, после его исчезновения она мыла посуду в его квартире.
Вторым напарником Кенси со 2 сезона стал Марти Дикс, их первое сотрудничество было в 1 сезоне. Хотя у Дикса и Кенси сначала были несколько антагонистические отношения, впоследствии она явно раздражается, когда Дикс флиртует с другими женщинами, или пытается использовать её в качестве приманки. Со временем их отношения значительно потеплели, и она была явно расстроена, когда Дикса подстрелили (2х17). Кенси спрашивает у Хетти разрешение остаться с Диксом в больнице, а не расследовать это дело, поскольку она хочет увидеть его живым, а не так, как это произошло с Вэйлом. Дикс демонстрирует некоторый личный интерес к Кенси. В эпизоде «Работа» (2х20) во время работы под прикрытием она должна была флиртовать с красивым вором, Каллен и Сэм замечают, что Дикс начинает ревновать. У Кенси, как и у Дикса есть коллекция комиксов.
В эпизоде «План Б» (2х22), Кенси получает прозвище «Википедия» из-за её энциклопедических знаний.
В финале второго сезона Кенси уходит из NCIS вместе с Калленом и Сэмом, чтобы найти Хетти в Праге без разрешения Директора Венса.
В третьем сезоне, в эпизоде «Кенси Блай», она попадает под подозрение, когда морские пехотинцы, служившие с её отцом, начинают погибать от несчастных случаев. Кенси была арестована помощником директора Грейнджером, когда выяснилось, что она была последним человеком с которыми связывались погибшие морские пехотинцы перед смертью. Когда стало очевидно, что истинный убийца был членом отряда её отца, её имя было очищено.
Её мать повторно вышла замуж и они не разговаривали 15 лет.
Кенси также появляется в сериале Гавайи 5.0 (2х6).
В эпизоде «Соседский дозор» (3х22) Кенси и Дикс изображают семейную пару, чтобы обнаружить «спящего» тайного агента.
В эпизоде «Кенси Блай» часть 2, когда Кенси находит убийцу своего отца, она звонит Диксу, не произносит ни слова, но на глазах у неё проявляются слезы.

### Генриетта «Хетти» Ленг (Henrietta «Hetty» Lange)
Генриетта «Хетти» Ленг (Линда Хант) является управляющей операциями Морской полиции в Лос-Анджелесе. Впервые появляется в серии «Опознание» (1х1).
Несмотря на её маленький рост другие персонажи находят её пугающей, и не в последнюю очередь из-за её прошлого, она имеет много контактов и связей, много знает о прошлом агентов, также знакома с голливудскими знаменитостями, такими как Джордж Гамильтон и Фрэнк Синатра. Она является поклонницей Леди Гага, заявив, что она «всегда будет любить Леди Гага». Любимым напитком Хетти является чай. После того, как она утвердила миссию в Афганистане Каллен и Сэм обещали ей привезти мешок чайных листьев (2х8).
По данным личного дела Хетти, который стал доступен Нелл в финале второго сезона в эпизоде «Семья», стало известно. что Хетти:
- Свободно владеет русским, немецким, мандаринским, испанским, чешским, румынским, арабским, венгерским языками, говорит на иврите и пушту;
- является специалистом по хапкидо, ушу и Эскрима;
- получила степень магистра изобразительных искусств в Сорбонне;
- окончила школу Парижской моды, по пошиву одежды высокого класса;
- завоевала бронзовую медаль за участие в стрельбе из малокалиберной винтовки на летних Олимпийских играх 1964, проходивших в Токио, Япония;
- получила премию за заслуги в Агентства военной разведки, а в ЦРУ получила звезду;
- является членом ордена Оранских Нассау;
- имела предшествующую карьеру в кинофильмах в качестве костюмера;
- является опубликованным писателем;
- пилот;
- первое задание после окончания Академии в 1968 году провела в Сайгоне;
- Родилась 29 февраля 1948 года[14].

Одна из последних выживших агентов времен холодной войны, Хетти имеет неограниченный доступ к контактам всех разведывательных учреждений и военных сообществ, которые она не стесняется использовать при необходимости для успеха миссии или для защиты жизни своих агентов. Её репутация является легендарной, и одного упоминания её имени бывает достаточно, чтобы вселить страх в тех, кто слышал о ней, но никогда не встречал. Она имеет обширный список псевдонимов, как и водительских удостоверений, которые держит в запертом ящике своего стола, а также некоторые другие в частном сейфе.
Хетти иногда относится по-матерински к своим агентам. Когда в эпизоде «Засада» (1х8) её агенты находятся в серьёзной опасности, она использует свой значительный политический капитал и её вышеупомянутые контакты для того, чтобы спасти их (например, чтобы убедить Министра военно-воздушных сил США разрешить истребителю F-22 Raptor пролететь над лагерем военизированной группировки).
Как и Эрик Бил, она общается с Эбби Шуто, и, когда она посетила диспетчерскую, Хетти указывает Эрику на то, что другие агенты способны «быть стильной и в то же время функциональной» как Эбби. Когда Дикс был ранен (2х17) и некому было позвонить, потому что у него нет близких родственников, Хетти сказал ему, чтобы он назвал её, как ближайшего родственника.
Хетти тяжело переживает смерть своих агентов и дважды подавала из-за этого в отставку (хотя и безуспешно). Первый раз, когда в 1999 году погиб молодой перспективный агент Саливан, она лично принимала его в Морскую полицию и готовила для проникновения в военизированную группировку, где его и убили. Второй раз после смерти агента Доминика Вэйла. Хотя она написала письмо директору Вэнсу с прошением об отставке и передала его лично, Каллен вытащил его из кармана директора и вернул ей.
В финале второго сезона показано, что у Хетти есть семейные связи с семьей Комеску, и у неё такая же татуировка, как и у таинственного человека, который дал оловянного солдатика Каллену на пляже.
В третьем сезоне в эпизоде «Х. Ленг» выяснилось, что Хетти не является членом семьи Комеску, на самом деле она десятилетиями пыталась проникнуть в их ряды, чтобы защитить Каллена. В конце эпизода было показано, что она была ранена, эпизод завершился тем, что она упала на землю и её судьба осталась неизвестной.
Выжив после ранения, Хетти взяла отпуск, чтобы восстановиться и её заменила Старший Агент Лорен Хантер. Когда Хантер уехала на новое секретное задание, Хетти официально вернулась на работу, возобновив свои обязанности в качестве управляющей операциями. Она также открыла Каллену, что знала его мать, когда та была агентом ЦРУ, а Хетти была её куратором.
Она называет членов команды только по фамилии, обращается к ним только мисс или мистер.
Всегда поддерживает агентов, переживает за них, беседует с ними, предостерегает от необдуманных поступков.
В последней серии 3 сезона, после гибели агентов Ренко и Хантер, а также ареста Каллена, Хетти оставляет Грейнджеру заявление об отставке. В первой серии 4 сезона вернулась на свой пост.

### Доминик «Дом» Вэйл (Dominic Vail)
Доминик «Дом» Вэйл (Адам Ямал Крэйг), появляется в эпизоде «Опознание» как молодой агент. Он первоначально был напарником Кенси Блай. Она учит его навыкам оперативной работы.
Дом не уроженец Лос-Анджелеса. Выпускник Массачусетского технологического института. Родители Дома все ещё живы.
Область обязанностей Дома не была раскрыта, хотя он продемонстрировал несколько раз передовые навыки работы с компьютерами и электроникой.
Дом старается стать хорошим агентом, поэтому просит Сэма потренировать его. Он очень переживает из-за того, что не справляется с требованиями Сэма.
Дом исчезает в эпизоде «Пропавший без вести» (1х13) и появляется вновь в эпизоде «Найденный» (1х21). Он был захвачен профессиональными похитителями, нанятыми исламскими бойцами, и держался в заложниках для обмена на заключенного. Ему помог бежать Мо Дюса, который тоже состоял в этой группировке. Хотя Каллен, Кенси и Сэм в конечном итоге нашли его, спасти его не удалось. После того, как Дом выбрался на крышу здания, где его держали, он жертвует собой, чтобы спасти Сэму жизнь. Несмотря на усилия Сэма остановить кровотечение, Дом умер почти мгновенно на руках Сэма и Каллена, оставляя команду, полностью разбитой и убитой горем. После смерти Дома, Хетти хочет подать в отставку, так как чувствует ответственность за каждого агента и ей тяжело смириться с их смертью.
Впоследствии его заменил детектив Марти Дикс.

### Нэйт «Док» Гетц (Nate «Doc» Getz)
Доктор Нэйт Гетц (Питер Кэмбор) является оперативным психологом, работающий с NCIS, размещенной в Лос-Анджелесе, впервые появляется в серии «Легенда» в телесериале NCIS (6х22). Специальность Нэйта — психология, и он имеет степень магистра и доктора наук в этой области.
Он просматривает видеозаписи, наблюдает допросы для того, чтобы составить психологический профиль. Он также отвечает за проведение периодических психологических оценок команды агентов и обеспечивает постоянный контроль за их психическим здоровьем. Он боится неподчинения приказу Хетти Лэнг и находит её страшной. Команда часто не понимает его юмор. Он знает, как играть на банджо и губной гармонике, и любит слушать джазовую музыку.
В эпизоде «Китайский квартал» (1х16), Нэйт выражает своё желание стать агентом, что крайне плохо воспринимается членами команды из-за его плохих навыков в оперативной работе. Он спрашивает у Хетти, был ли на её памяти случай, когда психолог стал агентом, однако, когда она сказала, что такой человек был убит на второй неделе работы, Нейт начинает сомневаться в своем выборе.
Несмотря на это, Нэйт все же получил боевую подготовку, о чём свидетельствуют несколько эпизодов «Тюрьма» (2х14) и «Линия огня» (2х18).
Нейт получил назначение на Ближний Восток для исследования исламской боевой группы повстанцев, базирующейся в Йемене. По завершении этой миссии текущее назначение Нейта не разглашается, хотя известно, что он остается на Ближнем Востоке в настоящее время.
Нейт вернулся в Лос-Анджелес в эпизоде «Акт патриотизма» (3х20), где он помог команде найти ответственного за взрыв бомб в городе.
Питер Кэмбор был в основной команде актёров, но был понижен до повторяющегося в начале второго сезона. В будущем по всей видимости, Питер Кэмбор будет приглашаться в качестве специального гостя.

### Эрик Бил (Eric Beale)
Эрик Бил (Барретт Фоа) технический оператор NCIS и специалист по анализу разведывательных данных, «человек — компьютер». Он часто принимает звонки от Директора Леона Венса из штаба NCIS в Вашингтоне, округ Колумбия. Как Джи Каллен, Сэм Ханна, Кенси Блай и Нэйт Гетц, он появляется в серии «Легенда» телесериала NCIS (6х22).
Он любит заниматься серфингом и подолгу сидит в социальных сетях, у него 1000 друзей на Фейсбуке. Хетти его друг № 251 и пишет ему каждый день по гречески, а Леон Венс 500-й. Эрик, как и Нейт, часто терпит неудачу при попытках пошутить. Хетти неодобрительно относится к его одеянию (как правило шорты и сандалии, а иногда и пижама). Когда появляется новое дело, он созывает агентов при помощи свиста, что тоже в первое время раздражает Хетти.
В эпизоде «Прощение» (2х9) Эрик говорит, что он американец с немецким происхождением, и поэтому остро реагирует на замечания команды относительно немцев. Кроме Хетти, он — единственный член команды, который, носит корректирующие очки.
Он — главная связь между агентами и штабом. Часто управляет транспортными камерами и взламывает компьютерные сети и спутники, чтобы получить преимущество для агентов. В эпизоде «Пустой колчан» (2х16), ему удалось закрыть весь Интернет в течение пары минут.
Он знаком с криминалистом Эбби Шуто, главным героем телесериала NCIS, и дружит с ней.
Эрик также знает язык жестов как показано в эпизоде «Случайная цель» (1х9).
Со второго сезона его напарником становится Нелл Джонс, которую он первоначально невзлюбил из-за того, что она была новенькой, взяла на себя некоторые из его технических обязанностей и по крайней мере однажды позвала агентов свистком, что обычно делает Эрик. Но со временем становится заметно, что они испытывают друг ко другу романтические чувства.

### Мартин «Марти» Дикс (Martin «Marty» Deeks)
Марти Дикс (Эрик Кристиан Олсен) детектив и офицер по связям с полицией Лос-Анджелеса, заменил убитого Доминика Вэйла. В первом сезоне появляется в двух эпизодах (1х19,20). Во втором сезоне Дикс становится постоянным членом команды. Команда холодно встретила его, особенно Сэм, который первое время называл его «Временный», и очень остро реагировал, когда Дикс занял стол Вэйла и прикасался к его вещам. Со временем Дикс стал полноправным членом команды, хотя и остался объектом их шуток, он спокойно их воспринимает из-за своего юморного и беззаботного характера, хотя и сам не прочь подшутить над товарищами. Дикс самый болтливый член команды.
Посещал юридическую школу и сдавал экзамен на знание законов штата Калифорния. Он принимает предложение Хетти стать связным между Морской полицией и полицией Лос-Анджелеса в конце эпизода «Рука об руку» (1х19), в котором он сотрудничал с Морской полицией, когда их расследование пересеклось с его тайной операцией. Однако, его положение в качестве сотрудника по связи не всегда является эффективным, учитывая его недружеские отношения с другими офицерами полиции Лос-Анджелеса: «Будучи тайным агентом, я не раз их раздражал».
В конце эпизода «Слава» (1х20) он говорит Кенси, что уходит на долгосрочные тайное задание и Кенси кажется разочарова этим. В том же эпизоде, из беседы Хетти и Каллена выясняется, что на самом деле им не нужен офицер по связи, но Хетти наблюдала за Диксом в течение некоторого времени, и её истинные намерения в конечном счете сделать из него агента Морской полиции. В 23 эпизоде второго сезона «Самозванцы», Хетти дает ему на подпись заполненное заявление на прием в Морскую полицию в качестве агента, но Дикс отказывается, говоря, что он коп, и это не то, чем он занимается, а, то кто он есть. В этом же эпизоде выясняется, что имя «Марти» означает Мартин, и что он родился 8 января 1979 года.
Оказывается, он никогда не жил более чем в двух милях от дома, где вырос. В детстве питон его друга питался задушить Дикса. Спасателям пришлось применить пневмодомкрат, чтобы освободить его. После этого мать Дикса долго хранила заламинированную вырезку из газеты с фотографией. Дикс и Кенси становятся напарниками, и он часто флиртует с ней, хотя пытается использовать её в качестве приманки, чтобы знакомиться с другими женщинами.
Когда Дикса подстрелили (2х17), его попросили составить список возможных подозреваемых.
Он включает в него человека по имени Джон Гордон Брендел, позже выяснилось, что Брендел его отец: человек, который плохо относился к Диксу, когда тот был ребёнком, пока Дикс не выстрелил в него, когда ему было 11 лет. Хетти просит Нелл найти Брендела, и она узнает, что он погиб в автомобильной аварии в 1998 году после освобождения из тюрьмы. (Однако, это противоречит заявлению, сделанному в эпизоде «Граница», в котором Дикс сказал Кенси, что шесть лет назад его отец выстрелил в него.) Когда Дикс спрашивает Хетти кого он должен вписать в качестве своего близкого родственника, Хетти предлагает ему вписать её.
Дикс очень щепетилен в выборе оружия, предпочитая Beretta 92FS вместо табельного оружия Морской полиции SIGARMS., потому что однажды спасло ему жизнь.
В эпизоде «План Б», лучший друг Дикса Рэй, говорит ему, что у Марти есть чувства к Кенси. Он понял это, наблюдая за ними. Хотя Дикс и отрицает, но краснеет и не перестает улыбаться. Рэй говорит, что Дикс должен позвонить ему, как только у него все наладится с Википедией (Кенси). В конце эпизода, Кенси спрашивает Дикса, когда он позвонит Рэю в ближайшее время. Он идет рядом с ней, улыбается и говорит: «А почему ты спрашиваешь?» Она отвечает, что ей просто интересно, и просит передать привет от Википедии. В эпизоде «Самозванцы», официантка спрашивает Дикса, являются ли они с Кенси парой, Кенси говорит, что они всего лишь напарники.
В финале второго сезона, Дикс доказывает свою лояльность по отношению к команде. Когда Каллен, Сэм и Кенси уходят отставку, чтобы найти Хетти в Праге, Дикс говорит директору Вэнсу, что он поступил бы точно так же, если бы мог, но так как он не агент, то не может уволиться. Он вместе со всеми едет спасать Хетти.
У Дикса есть полицейская собака по кличке Монти. Монти несколько раз появляется в сериале. Первый раз Дикс приводит его в спортзал в 10 серии второго сезона. Второй раз Монти помог обнаружить бомбу в 23 серии второго сезона. В третий раз Дикс привозит Монти в штаб, чем очень раздражает Сэма. Монти любит слушать радио, программу «Всё обо всем».
В эпизоде «Соседский дозор» (3х22) Кенси и Дикс изображают семейную пару, чтобы обнаружить «спящего» тайного агента.

### Нелл Джонс (Nell Jones)
Нелл Джонс (Рене Смит Феличе) аналитик, партнер Эрика в Морской полиции. Появляется во втором сезоне, эпизод «Special Delivery». Она небольшого роста (может носить свитер размеров Хетти, эпизод «Расстройство» 2х11). В эпизоде «Линия огня» показано, что она имеет функциональные знания письменного арабского языка, когда ей пришлось переводить содержание террористического ноутбука.
Хотя Нелл является недавним выпускником колледжа, она часто оказывается очень полезной для других. Между ней и Эриком первоначально были антагонистические отношения, из-за того что Нелл взяла на себя часть обязанностей Эрика, что вызвало его недовольство. В процессе работы они сблизились и у них появляются чувства друг ко другу. Нелл также имеет привычку заканчивать предложения других людей. В «Special Delivery», она говорит, что это потому, что у неё синдром дефицита внимания и проблемы с самоконтролем когда она находится рядом с людьми, которыми восхищается (например Эриком). Она любит получать цветы и однажды послала цветы сама себе и призналась в этом Эрику, только после его бесконечных расспросов. Цветы сначала заметил Сэм и сказал: «Похоже, у кого-то есть тайный поклонник». Когда Эрик замечает это, он останавливается на полуслове и говорит: «Красивые цветы».
В эпизоде «Тюрьма», показано, что Нелл и Нейт встретились раньше, но характер их отношений, если таковые и имеются, остается неизвестным. Кроме того у неё очень хорошие отношения с Хетти. Нелл дружит или, по крайней мере, в хороших отношениях с Кенси, которая предлагает ей присоединиться к ним в эпизоде «Absolution». Нелл владеет испанским языком и эксперт по Южной Америке.
В эпизоде «Кенси Блай» часть 2, Нелл пользуется пистолетом, что дает вероятность предположить, что она умеет пользоваться оружием.

## Второстепенные персонажи

### Леон Вэнс
Леон Вэнс (Рокки Кэрролл) является директором NCIS. Он живёт в Вашингтоне, округ Колумбия. Главный персонаж телесериала NCIS, а также регулярный гость в телесериале Морская полиция: Лос-Анджелес, обычно выходит на связь с помощью видео-конференций, по особо важным делам приезжает Лос-Анджелес.

### Майк Ренко
Майк Ренко, в исполнении Брайана Аверс, является агентом Морской полиции. Он впервые появился в пилотном эпизоде. Также появлялся в нескольких эпизодах: в эпизоде « Засада» он помогал команде в борьбе с опасной военизированной группировкой. В эпизоде «Банковская работа» (1х15) участвовал в подстроенном покушении на Кенси. В эпизоде «Разоблаченный» Хетти обратились к нему за помощью из-за нехватки средств, так как Каллен скрывался, а их сервер был взломан. Был подстрелен, когда он, Сэм и Кенси попали в засаду предполагаемого террориста, но Ренко был в бронежилете и отделался легкими травмами. После этого он исчезает, предполагается, что находился на тайном задании за пределами Соединённых Штатов.
В конце третьего сезона в эпизоде «Игра вслепую» Ренко был серьёзно ранен в верхнюю челюсть Хамелеоном и умер от остановки сердца после операции.

### Роза Шварц
Роза Шварц (Kathleen Rose Perkins) патологоанатом. Она впервые появилась в первом сезоне эп. 2 «Самый легкий день». Она также появилась в 1 сезоне эпизод «Прорыв» и 2 сезон, эпизод 12 «Наблюдение». Между Розой и Нэйтом были какие-то отношения, но они не развились, потому что герой Питера Кэмбора больше не является постоянным персонажем.

### Мо Дюса
Моват «Мо» Дюса, (Рональд Огюст) является гражданином Судана, который был доставлен в США Сэмом Ханна. Сэм был на миссии по спасению иностранных сотрудников гуманитарных организаций в Чаде, и убил отца Мо, который был одним из похитителей.
Хотя Сэм поддерживает близкие отношения с Мо, он не усыновил его, и Мо живёт с приемными родителями.
Узнав, что Сэм был ответственным за смерть его отца, в результате чего молодой Мо становится сиротой, он присоединяется к воинствующей исламистской группе (1х11). Он позже появляется в эпизоде «Найденный» в качестве одного из исламских боевиков, удерживающих Доминика в заложниках.
Мо отправили в тюрьму за участие в похищении Доминика Вэйл, для того чтобы он внедрился исламскую банду в тюрьме, чтобы приблизиться к лидеру подозреваемых в терроризме. Мо был убит, его тело обнаружил Сэм. Его смерть глубоко потрясла Сэма и он мечтал о мести, но Хетти обещала ему, что однажды они получат возможность сделать это.
В эпизоде «Линия огня», Сэм получил разрешение от директора Вэнс, чтобы отомстить за Мо. Он так и сделал, запустил ракету БПЛА в уезжающую машину с лидером террористов.
Ракета поразила цель, в результате смерти вождя Мо быть отомщен.

### Лорен Хантер
Старший агент Лорен Хантер (Клэр Форлани), заменяла Хетти, после того, как она ушла в отставку и во время отпуска. Она была рекомендована на должность Хетти директором Вэнс. Хантер отличный стрелок, но намеренно скрывает это от Каллена, когда она замечает что он наблюдает за ней в тире. Хантер в дополнение к английскому языку в совершенстве знает по крайней мере пять языков: польский, русский, немецкий, итальянский и французский.
Хантер провел два года под прикрытием. Она приняла личность Илены, родственницы семьи Комеску. Настоящая Илена покинула Румынию и поселилась в Аргентине, не желая иметь нечего общего со своей семьей. Это и побудило Хетти внедрить Хантер в эту семью и играть на вере, что их племянница однажды вернётся к ним.
Когда Каллен и команда пытаютсясь найти семью Комеску в Румынии, они обнаруживают, что Хантер проникла в их ряды, и подозревают её в предательстве. Хантер показывает преданность команде, когда она стреляет и убивает Алексу Комеску, чтобы спасти Каллена.
После она была на тайной операции в неизвестной стране, пока Хамелеон, который сфальсифицировал факты и не вынудил её идти по ложному следу. Захватив Хантер он держит её в своей машине с бомбой и взрывает её на глазах Каллена и команды. Хетти представляет Хантер и разговаривает с ней в морге, вспоминая, что, как и Каллен, Хантер была сиротой и Хетти заботилась о ней. Когда ей было семь лет Хетти забрала её из приюта и она не отпускала руку 3 дня. После Хетти признается, что любила Хантер слишком сильно.

### Оуэн Грейнджер
Оуэн Грейнджер (Мигель Феррер) новый помощник директора NCIS.
Он впервые появился в «Наблюдатели», где он поставил под сомнение способность Хетти возглавлять команду. Периодически появляется в третьем сезоне.
В конце эпизода «Crimeleon» выясняется, что он приехал в Лос-Анджелесе, чтобы поймать киллера, в это время он смотрел на Кенси, которая находилась в тире, предполагая, что она может быть вовлечена в расследование смерти её отца.
В эпизоде "Блай К., часть 2"выясняется, что он снайпером в команде Дональда Блай, покойного отца Кенси и он также помог команде выследить его настоящего убийцу, Питера Клермонта. Кроме того он выстрелил в Клермонта, когда тот попытался убить Кенси.
В результате Грейнджер был назначен в Лос-Анджелес на временной основе и в финале 3 сезона помог команде в поимке Хамелеона, ответственного за гибель агентов Майка Ренко и Лорен Хантер.